# 本圖阿里河
本圖阿里河（西班牙語：Río Ventuari）是委內瑞拉的河流，位於亞馬遜州，屬於奧里諾科河的支流，河道全長520公里，流域面積約40,000平方公里，河畔城鎮有馬納皮亞雷河畔聖胡安。